# 关鹤童
关鹤童（1921年—1991年4月21日），男，锡伯族，姓瓜尔佳氏，辽宁开原人，中华人民共和国政治人物，曾任中央音乐学院副院长，中国音乐家协会理事。

## 家庭
父亲关俊彦。堂弟关鹤岩。